# Подводные лодки типа XVII
Подводные лодки типа XVII — германская экспериментальная серия малых подводных лодок, оснащённых двигателем Вальтера, позволявшим развивать большие скорости при движении под водой и потреблявшим меньшее количество кислорода, что позволяло лодке дольше находиться в подводном положении.

## История

### Проектирование

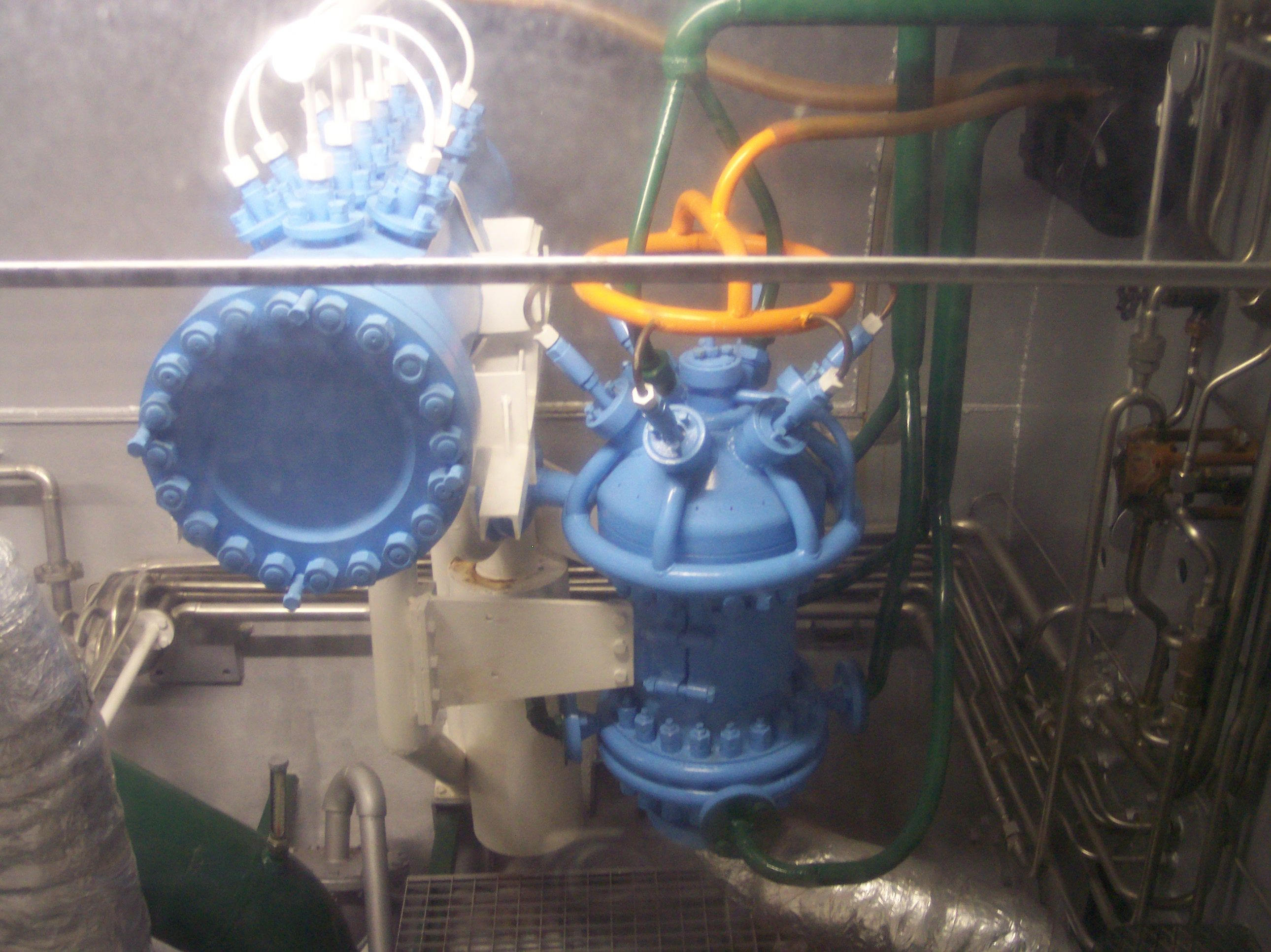
Генератор пара двигателя Вальтера

В начале 1930-х годов Гельмут Вальтер создал проект небольшой высокоскоростной подводной лодки, работавшей на пергидроле (перекиси водорода в стабильной форме). В 1939 он заключил контракт на постройку экспериментальной подводной лодки, 80-ти тонной V-80, развившей скорость 28.1 узла в подводном положении во время испытаний в 1940 году. В ноябре 1940 года адмиралы Эрих Редер и Вернер Фукс (глава Конструкторского Бюро Кригсмарине) наблюдали за испытаниями ПЛ V-80. Редер был поражён увиденным, но Фукс не спешил дать одобрение на дальнейшие испытания.
После успешных испытаний V-80 в январе 1942 года Вальтер связался с адмиралом Карлом Дёницом, который отнёсся к идеям Вальтера с энтузиазмом и попросил, чтобы подобные подводные лодки были созданы как можно скорее. Первый заказ на постройку 4-х подводных лодок типа XVIIA с двигателем Вальтера был заключён летом 1942 года.

### Строительство

Подводные лодки типа XVII

Подводные лодки U-792 и U-793 по проекту «Wa 201» были построены кораблестроительной фирмой Blohm & Voss и включены в состав флота в октябре 1943 года. Эти лодки развивали скорость до 20.25 узла под водой. Две другие подводные лодки, U-794 и U-795, по проекту «Wk 202», были построены на судоверфи Germaniawerft и включены в состав флота в апреле 1944 года.
В марте 1944 года подводная лодка U-793 с адмиралом Карлом Дёницом на борту развила скорость в 22 узла при движении под водой. А в июне 1944 года ПЛ U-792 развила скорость в 25 узлов .
Тем не менее, подводные лодки типа XVIIA имели ряд механических проблем, низкую эффективность, были трудны в управлении на большой скорости, а при погружении на глубину теряли часть своей мощности.
Адмирал Фукс утверждал, что внедрение нового типа подводных лодок будет препятствовать производству других кораблей, но адмирал Дёниц считал иначе, и 4 января 1943 года Кригсмарине заказало 24 подводные лодки типа XVII.
Строительство рабочих подводных лодок типа XVII (тип XVIIB) было начато кораблестроительной фирмой Blohm & Voss в Гамбурге. ПЛ типа XVIIB, в отличие от типа XVIIA, имели всего один двигатель Вальтера. Начальный заказ был на строительство 12-ти подводных лодок типа XVIIB (U-1405..U-1416), но Blohm & Voss уже имели заказ на строительство подводных лодок типа XII и с трудом справлялись с этим заказом, по этой причине начальный заказ сократили до 6 ПЛ .

### Другие проекты
В то же время 12 подводных лодок типа XVIIG (U-1081..U-1092), немного улучшенного проекта, были заказаны на судоверфи «Germaniawerft» в Киле. Но ни одна из них так и не была построена.
Проект подводных лодок типа XVIIE («Elektro» — электрическая) предусматривал замену двигателя Вальтера на более мощный электродвигатель и установку дополнительных батарей, но по причине того, что схожие проекты лодок (типы XXI и XXIII) уже существовали и работы по ним велись, работы над лодками типа XVIIE были прекращены.
Также был проект подводных лодок типа XVIIK, использовавшего систему Вальтера для дизельных двигателей закрытого цикла, применяя чистый кислород из бортовых резервуаров. Главным преимуществом это проекта являлось то, что он позволял не зависеть от поставок пергидроля. 3 экспериментальные подводные лодки этого типа, без вооружения, были заложены на верфи «Deutsche Werke AG» в Киле в 1944 году. Единственная подводная лодка(U-798) этого типа была спущена на воду в 1945 году, но так и оставшись недостроенной, в мае 1945 года, была взорвана.

### Построенные лодки
Три подводные лодки типа XVIIB были спущены на воду судоверфью «Blohm & Voss» между 1943 и 1944 годами: U-1405, U-1406 и U-1407. ПЛ U-1405 была достроена а декабре 1944 года, U-1406 в феврале 1945, U-1407 в марте 1945.
Три оставшиеся подводные лодки (U-1408..U-1410) строились, но не были окончены до конца Второй мировой войны.

### После войны
Все 3 достроенные подводные лодки были уничтожены их экипажами в конце войны: U-1405 во Фленсбурге, U-1406 и U-1407 в Куксхафене, все в Британской оккупационной зоне.
Недостроенные подводные лодки U-1408 и U-1410 были обнаружены на Британскими войсками в Гамбурге на верфи Blohm & Voss.
Во время Потсдамской конференции Британия передала США подводную лодку U-1406. Но ВМФ США не стали восстанавливать и использовать подводную лодку, как они сделали с 2 лодками типа XXI, которые получили после окончания войны. Они переправили лодку в США, где её восстановление было оценено в 1 млн долларов США и она была затоплена.
Королевский военно-морской флот Великобритании, напротив, восстановил подводную лодку U-1407 и зачислила её в свой состав 25 сентября 1945 года под именем «HMS Meteorite». Она послужила моделью для двух других подводных лодок: «HMS Explorer» и «HMS Excalibur». ПЛ «HMS Meteorite» была выведена из состава флота в июле 1949 года и пущена на лом в 1950 году.

## Сравнительные характеристики
| Тип                                                | XVIIA                     | XVIIA                     | XVIIB                     |
| Модификация                                        | Wa 201                    | Wk 202                    |                           |
| -------------------------------------------------- | ------------------------- | ------------------------- | ------------------------- |
| Водоизмещение надводное                            | 277 т.                    | 236 т.                    | 312 т.                    |
| Водоизмещение подводное                            | 309 т.                    | 259 т.                    | 337 т.                    |
| Длина общая                                        | 39.05 м.                  | 36.60 м.                  | 41.45 м.                  |
| Ширина общая                                       | 3.3 м.                    | 3.4 м.                    | 3.3 м.                    |
| Осадка                                             | 4.3 м.                    | 4.55 м.                   | 4.3 м.                    |
| Мощность надводная                                 | 210 л.с.                  | 210 л.с.                  | 210 л.с.                  |
| Мощность подводная                                 | 77 л.с.                   | 77 л.с.                   | 77 л.с.                   |
| Мощность подводная с двигателем Вальтера           | 5000 л.с.                 | 5000 л.с.                 | 2,500 л.с.                |
| Скорость надводная                                 | 9 узлов                   | 9 узлов                   | 8.8 узла                  |
| Скорость подводная                                 | 5 узлов                   | 5 узлов                   | 5 узлов                   |
| Скорость подводная с двигателем Вальтера           | 24-25 узлов               | 24-25 узлов               | 25 узлов                  |
| Дальность плавания надводная                       | 2,910 км                  | 1,840 км                  | 3,000 км                  |
| Дальность плавания подводная                       | 50 км                     | 76 км                     | 76 км                     |
| Дальность плавания подводная с двигателем Вальтера | 127 км                    | 117 км                    | 123 км                    |
| Предельная глубина                                 | 150 м.                    | 150 м.                    | 150 м.                    |
| Экипаж                                             | 12                        | 12                        | 19                        |
| Палубное орудие                                    | нет                       | нет                       | нет                       |
| ПВО                                                | нет                       | нет                       | нет                       |
| Носовые ТА                                         | 2                         | 2                         | 2                         |
| Кормовые ТА                                        | нет                       | нет                       | нет                       |
| Торпеды (максимум)                                 | 4 торпеды калибра 533-мм. | 4 торпеды калибра 533-мм. | 4 торпеды калибра 533-мм. |
| Мины                                               | нет                       | нет                       | нет                       |
| Количество построенных ПЛ                          | 2                         | 2                         | 3                         |

Источники:

## Список лодок
Тип XVIIA
Wa 201 - Blohm & Voss, Гамбург
- U-792 - уничтожена экипажем в мае 1945 года
- U-793 - уничтожена экипажем в мае 1945 года

Wk 202 - «Germaniawerft», Киль
- U-794 - уничтожена экипажем в мае 1945 года, после была поднята и пущена на лом
- U-795 - уничтожена экипажем в мае 1945 года, после была поднята и пущена на лом

Type XVIIB - Blohm & Voss, Гамбург
- U-1405 - уничтожена экипажем в 1945 году, поднята и доставлена в США, уничтожена где-то после 18 мая 1948 года[6]
- U-1406 - уничтожена экипажем в 1945 году
- U-1407 - уничтожена экипажем в 1945 году, поднята, отремонтирована и служила как «HMS Meteorite» до 1949 года
- U-1408—U-1410 - на момент окончания войны строительство не завершено
- U-1411—U-1416 - контракт отменён до начала постройки

### Сайты
- The Walter Boats Type XVIIA Wa 201 and Wk 202 designs (uboat.net)
- The Walter Boats Type XVIIB (uboat.net)
- "This page contains details on the German U-Boat Type III, Type IV, Type V, Type VI, Type VIII, Type XI, Type XII, Type XIII, XV, XVI, VB60, V80, U-179, XVII." (sharkhunters.com)